# Bupleurum jucundum
Bupleurum jucundum là một loài thực vật có hoa trong họ Hoa tán. Loài này được Kurz mô tả khoa học đầu tiên năm 1867.